# Mette Arqe-Hammeken
Mette Arqe-Hammeken (født 14. august 1982) er en grønlandsk politiker som repræsenterer Naleraq. Hun var stedfortræder i Grønlands parlament, Inatsisartut, i 2021-2022, og fik fast plads i parlamentet i 2024 efter Emanuel Nûkos udtræden. Hun blev direkte valgt til parlamentet ved valget i 2025.

## Baggrund
Mette Arqe-Hammeken stammer fra Ittoqqortoormiit. Efter folkeskolen gik hun på efterskole i Danmark fra 1999 til 2000. Hun afsluttede sin gymnasieuddannelse i 2006. I 2015 afsluttede hun en læreruddannelse på Ilisimatusarfik efter at have arbejdet som hjælpelærer siden 2001. Hun er gift og har fire sønner.

## Politisk karriere
Hun stillede op til parlamentsvalget i Grønland i 2021 for Naleraq og blev med 92 stemmer partiets anden stedfortræder til parlamentet. I 2021 og 2022 var hun flere gange suppleant i Inatsisartut da Naleraq var i regering, og i april 2024 fik hun fast plads i parlamentet da Emanuel Nûko mistede sin valgbarhed. Ved valget i 2025 opnåede hun 120 stemmer og kom direkte ind i parlamentet.